# Видоизменен корен
Видоизменените корени са се получили в резултат на стремежа на растенията за приспособяване към околната среда и измененията в нея. Различаваме няколко вида такива корени: месести, коренови грудки, грудести, въздушни, дихателни, асимилиращи, прикрепителни и подпорни.

## Месести корени
Корените на много двугодишни и многогодишни растения служат като място за натрупване на резервни хранителни вещества. Тази нова функция изменя не само формата, но и устройството им. Такива корени имат например моркова, ряпата и цвеклото. Наричат се неправилно кореноплодни. Общото между тях е, че са силно удебелени и се използват за храна от човека и селскостопанските животни. Месестият корен се образува през първата година от живота на растението. Състои се от три части:
- Чело – скъсено стъбло. Върху него са разположени листа във форма на розетка и пъпки, от които през втората година израстват цветоносни стъбла.
- Шийка – произлиза от подсемеделното коляно на растението. От шийката могат да се образуват добавни корени.
- Същински корен – най-силно развитата част. Там се натрупват хранителни вещества. От нея излизат и страничните корени.

Резервните вещества в кореноплода се използват от растението през втората година, когато надземните стъбла израстват бързо и се образуват плодовете и семената.
Месестите корени се образуват главно чрез разрастване на паренхима. Проводящата им тъкан е слабо развита и с не много добре вдървени стени. Хранителните вещества на някои двегодишни зеленчукови растения се натрупват във вторичните тъкани на корена (морков, целина).
Затова кората на кореноплода им е по-дебела от централия цилиндър.

## Коренови грудки
Картоф, салеп и други растения образуват добавни корени, някои от които надебеляват силно и се превръщат в коренови грудки (клубени). Те са месести и с голямо количество запасни хранителни вещества. На горния край на грудките се образуват добавни пъпки, от които през следващия вегетативен период израстват нови стъбла. Видоизменените корени се използват за презимуване и вегетативно размножаване.

## Грудести корени
Тези приспособления изпълняват същата служба, каквато и кореновите грудки, само че върхът им е стеснен, удължен и покрит с коренова гугла (гергина).

## Въздушни корени
В тропическите гори се срещат някои лиани и епифитни растения (орхидея), от стъблото на които се образуват въздушни корени. Повърхността им е покрита с няколко пласта мъртви клетки, които са хигроскопични. Те имат свойството да поглъщат влагата от атмосферния въздух и да я предават на проводящата тъкан във вътрешния цилиндър.

## Дихателни корени
Такива корени имат видовете, които се развиват върху глинестите почви на блатата или в зоната на приливите и отливите на тропическите морета. Развиват се от подземните корени, но израстват нагоре (отрицателен геоцентризъм). Чрез дихателните корени потопените в тинята части дишат. Това става посредством система от въздухоносни входове - аеренхим. Типичен представител е блатният кипарис.

## Асимилиращи корени
Този вид корени се срещат рядко и то във водните семенни растения и някои епифити – джюлюн (воден орех).

## Прикрепителни корени
Бръшлянът и други катерливи растения образуват множество добавни корени, с помощта на които се прикрепват върху скали, зидове или напуканата кора на дърветата. Стъблото при тези видове е слабо и неустойчиво.

## Подпорни корени
Тези корени се срещат при някои тропически дървета и храсти (фикус, филадендрон). Те са добавни корени, израстващи от стъблото към земята и като странични подпори поддържат силно развитата корона на растението. Достигат до 3 метра дължина.